# Germano Mazzocchetti
Germano Mazzocchetti (Città Sant'Angelo, 2 dicembre 1952) è un musicista e compositore italiano di teatro e di cinema.
Noto come autore di musiche di scena, ha lavorato anche per cinema e televisione.

## Biografia
Dopo gli studi in fisarmonica e il liceo classico, si laurea al DAMS di Bologna con Roberto Leydi discutendo una tesi sulla storia del jazz. Nel 1978, grazie al regista teatrale Antonio Calenda, si avvicina al mondo della composizione di musiche per il teatro. Nel corso degli anni, oltre allo stesso Calenda, collabora con registi teatrali come Vittorio Gassman, Luigi Squarzina, Attilio Corsini, Vittorio Franceschi, Walter Pagliaro, Ugo Gregoretti, Gigi Proietti, Glauco Mauri, Egisto Marcucci, Marco Parodi, Fabio Grossi (attore), Alessandro D'Alatri, Pino Micol, Vincenzo Salemme, Gastone Moschin, Beppe Navello, Cesare Lievi, Arturo Brachetti, Giancarlo Nanni, Massimo Luconi, Maurizio Panici, Luca Lazzareschi, Armando Pugliese, Renato Carpentieri, Piero Maccarinelli, Giuseppe Dipasquale, Stefano Messina, Monica Conti, Emiliano Bronzino, Cinzia Maccagnano, Lorenzo Salveti, Giancarlo Sammartano, Maurizio Scaparro, Massimo Venturiello, Massimo Popolizio, Luca Zingaretti.
Ha scritto le commedie musicali: 
"Arcobaleno", di Dino e Gustavo Verde, con Lino Banfi, regia di Gino Landi; 
"Pulcinella e compagnia bella", di Paola Ossorio, regia di Lorenzo Salveti; 
"Gastone" di Nicola Fano da Ettore Petrolini, con Massimo Venturiello e Tosca, regia di Massimo Venturiello; 
"Brignano con la O", di, con e regia di Enrico Brignano; 
"La strada", di Tullio Pinelli, con Massimo Venturiello e Tosca, regia di Massimo Venturiello; 
"Il Borghese gentiluomo", di Molière, con Massimo Venturiello e Tosca; 
"Il Grande dittatore", dal film di Chaplin, con Massimo Venturiello e Tosca.
Ha scritto l'operina di teatro musicale "La ballata dell'amore disonesto", testo e regia di Augusto Fornari.
Per il cinema ha composto le musiche per film di Sergio Rubini, Umberto Marino, Nino Russo,Carlo Vanzina e Mimmo Verdesca
Per la televisione si ricordano le sette stagioni di Carabinieri, trasmesse sulle emittenti di Mediaset Canale 5 e Rete 4.
Ha tenuto seminari sulla musica per immagini ai Conservatori di Bari, Matera e Vibo Valentia.
- Il primo ottobre 2023 Raiscuola ha trasmesso il documentario Musica e vita, la poetica di Germano Mazzocchetti, regia di Alessandra Peralta
- Il 30 novembre 2023, sempre su Raiscuola, è andato in onda il concerto del Germano Mazzocchetti Ensemble "Fanti e santi", ripreso ai Giardini dell'Accademia Filarmonica Romana, regia di Alessandra Peralta

Come autore di musiche per cinema e teatro ha pubblicato i cd: "Musica e figure" (Raccolta di musiche di scena), "Il viaggio della sposa", "Cabaret da viaggio", "Coefore" "Carabinieri", "Pulcinella e compagnia bella", "Gastone", "La strada", "Tre partiture in scena" (musiche per spettacoli con Leo Gullotta), "Il Borghese gentiluomo", "Il grande dittatore", "Le canzoni dei Moschettieri".
Parallelamente alla sua attività di compositore di musica "applicata", prosegue negli anni quella di compositore ed esecutore nel campo del jazz e della musica etnico-popolare mediterranea con il Germano Mazzocchetti Ensemble e collaborando con l'etichetta Egea Records, per la quale pubblica "Di Mezzo il Mare" (2006) con l'Egea Orchestra (premiato come "Miglior gruppo dell'anno" nel referendum della Rivista "Musica Jazz" nel 2006) e "Testasghemba" con il suo Ensemble (2009). Nel 2016, sempre con l'Ensemble, pubblica il cd "Asap" per l'etichetta Incipit, e nel 2021 i terzo album, "Muggianne" (AlfaMusic).
Ha scritto il brano "Quindici settembre" per violoncello e pianoforte, pubblicato nel 2013 nel cd "Composers vol. II", eseguito da Luca Pincini e Gilda Buttà.
Nel 2013 ha diretto l'Orchestra Sinfonica Abruzzese in "Scene per orchestra", una serie di suite tratte da sue musiche per teatro, cinema e radio.
Ha composto il Concerto per clarinetto e orchestra d'archi "Superstite è il sole", dedicato a Gabriele Mirabassi. (2013)
Ha scritto il brano per violino e pianoforte "Visioni simultanee", ispirato al quadro di Umberto Boccioni, eseguito alla Sorbona di Parigi nel giugno del 2015 da Elvira Di Bona e Saida Zulfugarova.
Nel 2016, su commissione dell'Estate Musicale Frentana, ha scritto il brano sinfonico "Dove si ritrova il mare", che è stato eseguito nella Abbazia di San Giovanni in Venere dall'Orchestra Sinfonica Internazionale Giovanile diretta da Luigi Piovano, a cui il brano è dedicato.
Nel 2022 ha scritto la "Re Lear Suite" per orchestra d'archi, dedicata ad Alessandro Mazzocchetti.
Nel 2023 ha composto "Bagatella del tempo sospeso", per fisarmonica e orchestra d'archi, dedicata a Mario Stefano Pietrodarchi
Nel 2024, su commissione del Conservatorio "Luigi Cherubini" di Firenze, ha scritto il brano sinfonico per 15 elementi "Le ombre lunghe della memoria", per commemorare le stragi naziste di S. Pancrazio e Civitella (Arezzo)

## Premi e riconoscimenti
Ha ricevuto il Premio della Critica 2002 dell'Associazione Nazionale Critici di Teatro. Nel 2003, per la prima edizione del premio ETI Gli Olimpici - Oscar del Teatro è premiato come miglior autore di musiche di scena. Nel 2005 riceve il Premio Scanno per la musica. Sempre nel 2005 vince di nuovo il premio ETI Gli Olimpici - Oscar del Teatro come miglior autore di musiche di scena. Successivamente, gli viene assegnato il Premio Flaiano 2006 per le musiche di scena. Nel 2009 è di nuovo premiato al premio Eti Gli Olimpici - Oscar del Teatro per le musiche de La strada. Sempre nel 2009, gli è stato assegnato il premio per la migliore colonna sonora al RomaFictionFest. Nel 2012 ha vinto il premio Le Maschere del Teatro Italiano come miglior autore di musiche di scena. Nel 2022 ha vinto di nuovo il premio Le Maschere del Teatro Italiano come miglior autore di musiche di scena.

## Filmografia

### Cinema
- L'ultima scena, regia di Nino Russo (1988)
- Finalmente soli, regia di Umberto Marino (1997)
- Il viaggio della sposa, regia di Sergio Rubini (1997)
- E adesso sesso, regia di Carlo Vanzina (2001)
- episodio, Il ventaglio di La maschera d'acqua, regia di Emanuela Giordano (2007)
- Mr Filipponi, regia di Roberto Pacini - cortometraggio (2009)
- In arte Lilia Silvi regia di Mimmo Verdesca - documentario (2011)
- Protagonisti per sempre, regia di Mimmo Verdesca - documentario (2015)
- Emilio Colombo, Memorie di un Presidente, regia di Alessandra Peralta - documentario (2016)
- Non riattaccare, regia di Daniela Cenciotti - cortometraggio  (2018)
- Solitude, regia di Fabio Grossi (attore) e Luca di Nicolantonio - cortometraggio  (2021)
- Per il mio bene, regia di Mimmo Verdesca (2024)

### Televisione
- Carabinieri - Sotto copertura, regia di Raffaele Mertes – miniserie TV (2005)
- Un dottore quasi perfetto, regia di Raffaele Mertes – film TV (2007)
- Carabinieri – serie TV, 90 episodi (2002-2008)